# Metal Gear Solid: Portable Ops
Metal Gear Solid: Portable Ops (メタルギアソリッド ポータブルオプス, Metaru Gia Soriddo Pōtaburu Opusu) (comumente abreviado para MPO) é um jogo de stealth que foi dirigido por Masahiro Yamamoto, com o criador da série Hideo Kojima trabalhando como um produtor. Portable Ops foi desenvolvido pela Kojima Productions e publicado pela Konami em 2006 para o console portátil PlayStation Portable (PSP). Metal Gear Solid: Portable Ops Plus (oficialmente abreviado MPO+), a versão do game foca primariamente no multiplayer, foi lançado em 2007 para o Japão e 2008 para outras regiões. Em Junho de 2016, ambos foram compatíveis com o PlayStation Vita e PlayStation TV como conteúdo digital na PlayStation Store. Ele é o terceiro jogo da série Metal Gear que foi lançado para PSP e o primeiro a manter a jogabilidade baseada em ação. É também o primeiro jogo canônico da série a ter sido lançado para um console portátil, seguindo o enredo de Metal Gear Solid 3: Snake Eater.
Ambientado em 1970 na América do Sul, mais especificamente na Colômbia, seis anos após os eventos de Snake Eater, o jogo se foca nos atos de Naked Snake após a sua ex-unidade, a FOX, tornar-se renegada. O jogo também acompanha os eventos que proporcionaram a fundação da FOXHOUND e dos Patriots, como também a inspiração do estado militar Outer Heaven.

## Enredo

### Personagens
- Naked Snake: protagonista do jogo.
- Roy Campbell
- Gene: principal antogonista do jogo.
- Tenente Cunningham
- Null
- Python
- Ursula e Elisa
- Ghost
- Ocelot
- Major Zero
- Para-Medic
- Sigint
- EVA
- Raikov
- Skowronski
- Teliko Friedman
- Venus

### História
Seis anos após a Operação Snake Eater, a Unidade FOX, começou a ser vista pela CIA como uma ameaça à paz mundial. Snake se torna um alvo da FOX, que envia vários soldados para capturá-lo. O jogo começa com ele sendo interrogado por um dos membros da FOX, o Tentente Cunningham, que queria localizar a outra metade do Philosopher's Legacy. Como os EUA já havia adquirido a metade que estava com a União Soviética. Snake é aprisionado em uma cela perto da de Roy Campbell, o único sobrevivente de uma equipe de Boinas Verdes que foi enviado para investigar o local. Roy diz que eles estão na península de San Hieronymo, a sede de um silo de mísseis abandonado, na Colômbia. Os dois conseguem escapar e Snake traça seu caminho à base de comunicações, onde tenta contatar seu velho comandante, Zero. Ao invés disso, ele é saudado por seus antigos companheiros na FOX, Para-Medic e Sigint, que revelam que ele está sendo acusado de traição e que a única maneira de se inocentar é apreender o líder da rebelião, Gene. Para complicar mais, Gene também convenceu alguns soldados do Exército Vermelho a se juntarem a ele. Para conseguir ter sucesso, Snake deve persuadir quantos soldados inimigos puder a juntar-se a ele devido à escala dos problemas. Snake e o "seu" esquadrão conseguem derrotar os maiores membros da FOX e eventualmente conseguem chegar até Gene. Snake toma conhecimento de vários fatos em seu caminho. Cunningham estava trabalhando para o Pentágono e queria que Snake pressionasse Gene para lançar um míssil nuclear na Rússia, para prolongar a Guerra Fria; contudo, Gene estava ciente deste plano desde o começo graças às informações dadas por Ocelot. O que Gene realmente queria era lançar um míssil nuclear nos EUA para destruir os Philosophers e criar sua própria nação de soldados, a "Army's Heaven" (lit. "Exército Sagrado"). Snake destrói um protótipo do ICBMG (o Metal Gear do jogo) de condinome RAXA e eventualmente derrota Gene, destruindo o modelo final do ICBMG logo após. Após ser derrotado, Gene entrega a Snake os fundos financeiros, equipamentos e todas as informações sobre o Army's Heaven. Em sua viagem de volta para casa, Snake é condecorado por suas ações e cria a FOXHOUND. Em algum outro lugar, Ocelot mata o DCI e pega os documentos contendo as identidades dos Philosophers. No epílogo pós-créditos, Ocelot fala com um homem desconhecido ao telefone (Zero), concordando em usar o Philosopher's Legacy para seguir seus próprios planos. Ocelot, na verdade, queria os dados da trajetória do míssil nuclear para localizar o DCI, para que, assim, pudesse levar os documentos para si mesmo. Ocelot concorda em juntar-se à organização de seu novo empregador, os Patriots, sob a condição de que Snake também esteja dentro.